# 佐賀県立神埼高等学校
佐賀県立神埼高等学校（さがけんりつ かんざきこうとうがっこう）は、佐賀県神埼市神埼町本告牟田に所在する県立高等学校。
文部科学省の学力向上フロンティアハイスクールに指定されている。

## 概要
歴史
1929年（昭和4年）開校の高等女学校を前身とする。1948年（昭和23年）の学制改革により、新制高等学校となった。2014年（平成26年）に創立85周年を迎えた。
設置課程・学科
全日制課程 普通科（1学年あたり120名（3学級））
校訓
「至誠・尚学・進取」

## 沿革

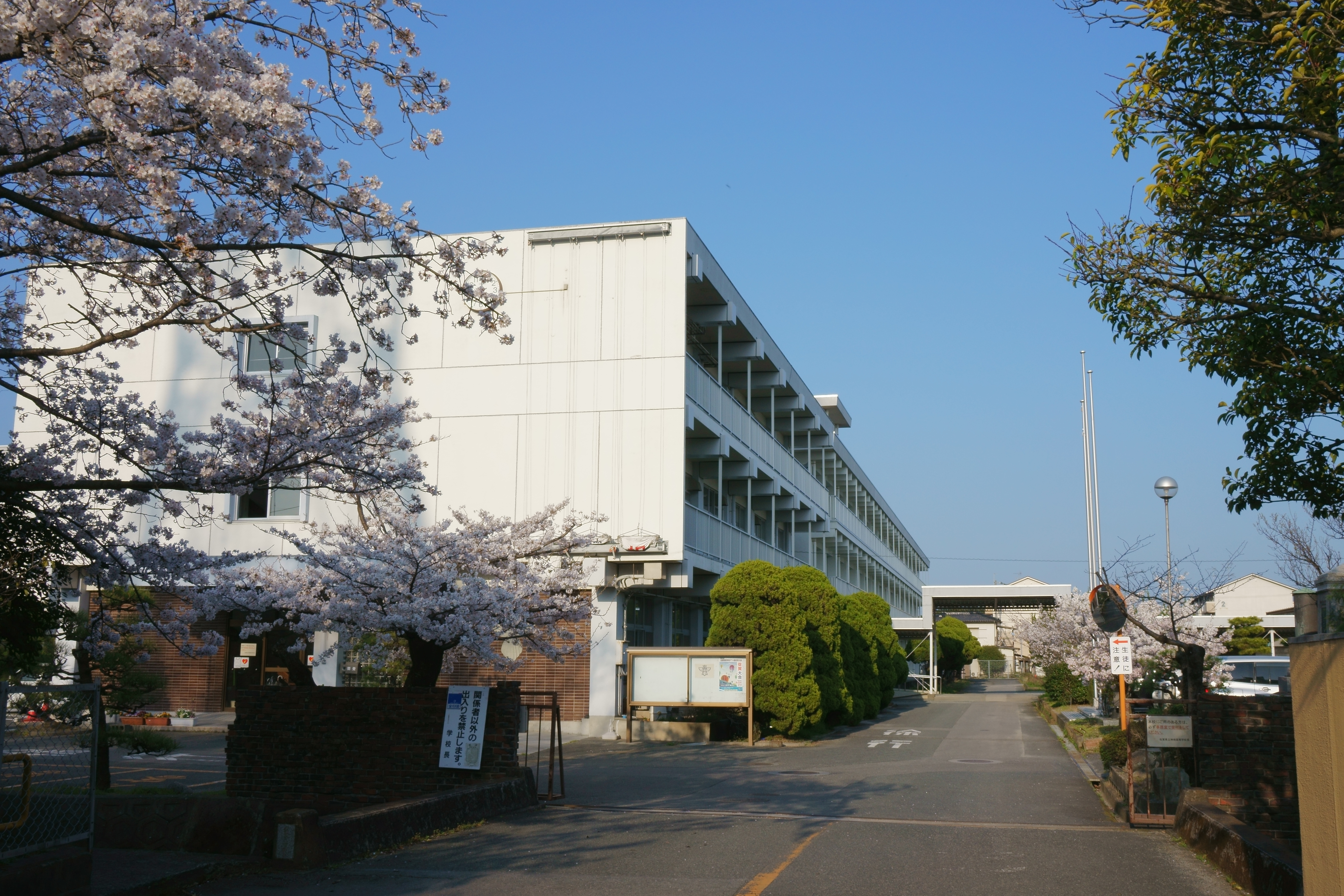
神埼町田道ヶ里の旧校地

- 1929年（昭和4年） - 「佐賀県立神埼高等女学校」として開校。
  - 入学資格を尋常小学校を卒業した12歳以上の女子とし、修業年限を4年（現在の中1から高1に相当）とする。
- 1931年（昭和6年）- 校舎が完成。
- 1946年（昭和21年）4月1日 - 中等学校令の改正により、修業年限が5年に改められる（ただし4年修了時点で卒業することもできた）。
- 1947年（昭和22年）4月1日 - 学制改革が行われる。
  - 高等女学校の生徒募集を停止。
  - 新制の中学校を併設の上（以下・併設中学校）、高等女学校1・2年修了者を新制中学校2・3年生として収容。
  - 併設中学校は経過措置としてあくまで暫定的に設置されたため、新たに生徒募集は行われず、在校生が2・3年生のみの中学校であった。
  - 高等女学校の3・4年修了者はそのまま高等女学校4・5年生として在籍した（ただし4年修了時点で卒業することもできた）。
- 1948年（昭和23年）4月1日 - 学制改革により、高等女学校が廃止され、新制高等学校「佐賀県立神埼高等学校」が発足。この時点では女子校であった。
  - 通常制普通課程・家庭課程（全日制課程普通科・家庭科）を設置。
  - 高等女学校卒業者（5年修了者）を新制高校3年生、高等女学校4年修了者を新制高校2年生、併設中学校卒業者（3年修了者）を新制高校1年生として収容。
  - 併設中学校は継承され、在校生が1946年（昭和21年）に高等女学校へ最後に入学した3年生のみとなる。
- 1949年（昭和24年）
  - 3月31日 - 併設中学校を廃止。旧制中等教育学校から新制高等学校への移行が完了する。
  - 4月1日 - 高校三原則に伴う公立高等学校再編により、男女共学となる。定時制を併置。
- 1952年（昭和27年）4月12日 - 脊振分校（全日制・定時制）を設置。
- 1953年（昭和28年）- 三瀬分教室（農林科・家庭科）を設置。
- 1955年（昭和30年）5月1日 - 脊振分校を三脊分校に改称。
- 1957年（昭和32年）4月1日 - 本校定時制の募集を停止。三脊分校を佐賀県立神埼農業高等学校へ移管。
- 1960年（昭和35年）3月31日 - 本校定時制を廃止。
- 1963年（昭和38年）4月1日 - 家庭科の募集を停止。
- 1965年（昭和40年）3月31日 - 家庭科を廃止。
- 1969年（昭和44年）- 新校舎が完成。
- 1976年（昭和51年）10月25日 - 第31回国民体育大会開催の折、昭和天皇の行幸先の一つとなった[1]。
- 2021年（令和3年） - 神埼町本告牟田に現校舎が完成し移転[2]。

## 基礎データ

### 所在地
神埼市街地西側にあたる神埼市神埼町本告牟田に所在する。南に隣接して佐賀県立神埼清明高等学校がある。両校は生徒減少に伴い2010年代に再編統合が検討されたが存置となり、隣接する校地で連携を強化する計画が発表されている。
2021年までは田道ヶ里の神埼市街地東側にあった。

### 象徴
校章
中央に「高」の文字を置いている。
校歌
作詞は古賀哲、作曲は井本喜代による。歌詞は3番まであり、校名は歌詞中に登場しない。

## 行事
- 神高祭

## 部活動
運動部
- 野球部（男子）
  - 2001年（平成13年）に甲子園へ春夏連続出場。当時の監督百崎敏克は6年後の夏（2007年〈第89回〉）に佐賀北高で夏の全国制覇を果たす。
    - 2001年春（第73回） - 2回戦：小松島4-5
    - 2001年夏（第83回） - 2回戦：都立城東4-2、3回戦：光星学院2-3
- サッカー部（男子・女子）
- 陸上部
- 卓球部
- バスケットボール部
- ソフトテニス部
- バレーボール部（女子）
- 剣道部
- 弓道部
- ハンドボール部（男子）
- カヌー部

文化部
- 吹奏楽部
- 放送部
- 書道部
- 美術部
- カルチャー部 - 華道、茶道、手芸・調理

## 著名な出身者
- 松本茂幸 - 元神埼市長
- 實松尊徳 - 神埼市長
- 江頭2:50 - お笑いタレント
- 田代奈々 - ラジオパーソナリティ
- 野中信吾 - 元プロ野球選手（日本ハムファイターズ - 横浜ベイスターズ - オリックス・バファローズ）